# Deborah Gravenstijn
Deborah Gravenstijn, née le 20 août 1974 à  Tholen, est une judokate néerlandaise évoluant dans la catégorie des -57 kg (poids léger).
Elle se révèle assez tôt au niveau junior en devenant championne d'Europe et vice-championne du monde en 1992. Il faut cependant attendre l'Euro 1998 d'Oviedo pour la voire figurer sur un podium international. Elle remporte la médaille de bronze dans la catégorie des -57 kg. Elle récidive l'année suivante en montant sur la troisième marche du podium européen mais dans la catégorie des -52 kg cette fois (poids mi-léger).
En l'an 2000, elle participe aux Jeux olympiques de Sydney mais échoue au pied du podium. Vice-championne d'Europe en 2001, elle échoue lors de la finale mondiale face à Yurisleidy Lupetey et obtient donc la médaille d'argent, sa première médaille mondiale. Plus tard, elle remporte la médaille de bronze lors des mondiaux 2003 et participe l'année suivante à ses seconds J.O. à Athènes. Éliminée par l'Allemande Yvonne Bönisch en demi-finale, elle doit disputer le combat pour la médaille de bronze contre la Française Barbara Harel, un match qu'elle remporte finalement et qui lui permet de monter sur le podium olympique.

## Palmarès

### Jeux olympiques
- Jeux olympiques de 2004 à Athènes (Grèce) :
  -  Médaille de bronze en moins de 57 kg (poids légers).
- Jeux olympiques de 2008 à Pékin (Chine) :
  -  Médaille d'argent en moins de 57 kg (poids légers).

### Championnats du monde
- Championnats du monde 2001 à Munich (Allemagne) :
  -  Médaille de bronze en moins de 57 kg (poids légers).
- Championnats du monde 2003 à Osaka (Japon) :
  -  Médaille d'argent en moins de 57 kg (poids légers).

### Championnats d'Europe
| Catégorie / Année              | 1998 | 1999 | 2000 | 2001 | 2002 | 2003 | 2005 | 2007 |
| ------------------------------ | ---- | ---- | ---- | ---- | ---- | ---- | ---- | ---- |
| Moins de 52 kg Poids mi-légers | -    | 3e   | 3e   | -    | -    | -    | -    | -    |
| Moins de 57 kg Poids légers    | 3e   | -    | -    | 2e   | 3e   | 7e   | 7e   | 7e   |

### Divers
- Juniors :
  -  Médaille d'argent au mondial junior à Buenos Aires en 1992.